# Filter (zenekar)
A Filter amerikai indusztriális/hard/alternatív rock együttes. 1993-ban alapította Richard Patrick és Brian Liesegang Clevelandben. Patrick saját együttest szeretett volna alapítani, miután elhagyta a Nine Inch Nails-t. Első nagylemezük 1995-ben jelent meg. Az erről a lemezről származó Hey Man, Nice Shot című dal nagy sikert aratott. Az album után az együttes hullámzó felállással rendelkezett, egyedül Patrick maradt a zenekarban a kezdettől fogva.
Liesegang 1997-es kilépése után Patrick elkészítette az együttes második nagylemezét. Harmadik nagylemezük 1999-ben jelent meg. Éppúgy, mint az első album, a Short Bus, ez a lemez is platinalemez lett, a Take a Picture című dal sikere miatt. Negyedik albumuk 2002-ben jelent meg, azonban Patrick elvonóra ment alkohol- és drogproblémái miatt. Emiatt a Filter szünetet tartott. Ezután Patrick új együttest alapított Army of Anyone néven, amely egy nagylemezt jelentetett meg. Az Army of Anyone ezután szintén szünetre vonult, a Filter pedig újraalakult. Azóta négy nagylemezük jelent meg. Az együttes új albumon dolgozik, amely előreláthatóan 2021-ben jelenik meg.
Hangzásukat az indusztriális rock, alternatív rock, hard rock, elektronikus rock, indusztriális metal és post-grunge műfajokba sorolják.

## Tagok
- Richard Patrick – ének, gitár, basszusgitár, programozás, billentyűk (1993–)
- Jonathan Radtke – gitár, vokál (2011–2015; 2018-)
- Bobby Miller – billentyűk, ritmusgitár (2014–2019), basszusgitár (2019-)
- Greg Garman - dob (2019-)

Korábbi tagok
- Brian Liesegang – ritmusgitár, billentyűk, programozás (1993–1997; 2018–2019)
- Matt Walker – dob (1995–1997)
- Geno Lenardo – gitár (1995–2002)
- Frank Cavanagh – basszusgitár, vokál (1995–2002)
- Steve Gillis – dob (1999–2002)
- Mitchell Marlow – gitár (2008–2010)
- John Spiker – basszusgitár (2008–2010)
- Mika Fineo – dob (2008–2012)
- Rob Patterson – gitár (2010–2011)
- Phil Buckman – basszusgitár, vokál (2010–2013)
- Elias Mallin - dob  (2012-2013)
- Jeff Fabb – dob (2013–2014)
- Tim Kelleher – basszusgitár (2013–2015)
- Oumi Kapila - gitár (2015-2017)
- Chris Reeve - dob (2015-2019)
- Ashley Dzerigian - basszusgitár (2015-2019)

Ideiglenes/koncertező tagok
- Alan Bailey – gitár (2002)
- John 5 - gitár (2008)
- Josh Freese - dob (2008)
- Yogi Allgood - basszusgitár  (2011-2013)
- Jeff Friedl - dob  (2012-2013)

## Diszkográfia
- Short Bus (1995)
- Title of Record (1999)
- The Amalgamut (2002)
- Anthems for the Damned (2008)
- The Trouble with Angels (2010)
- The Sun Comes Out Tonight (2013)
- Crazy Eyes (2016)
- Murica (2021)